# Климнюк Сергій Іванович
Сергій Іванович Климнюк (нар. 18 березня 1952, м. Берестя, Білорусь) — український вчений-мікробіолог, педагог. Доктор медичних наук, професор (1995). Академік Міжнародної академії інтегративної антропології (1996). Голова Тернопільського обласного наукового товариства мікробіологів (від 1995).

## Життєпис

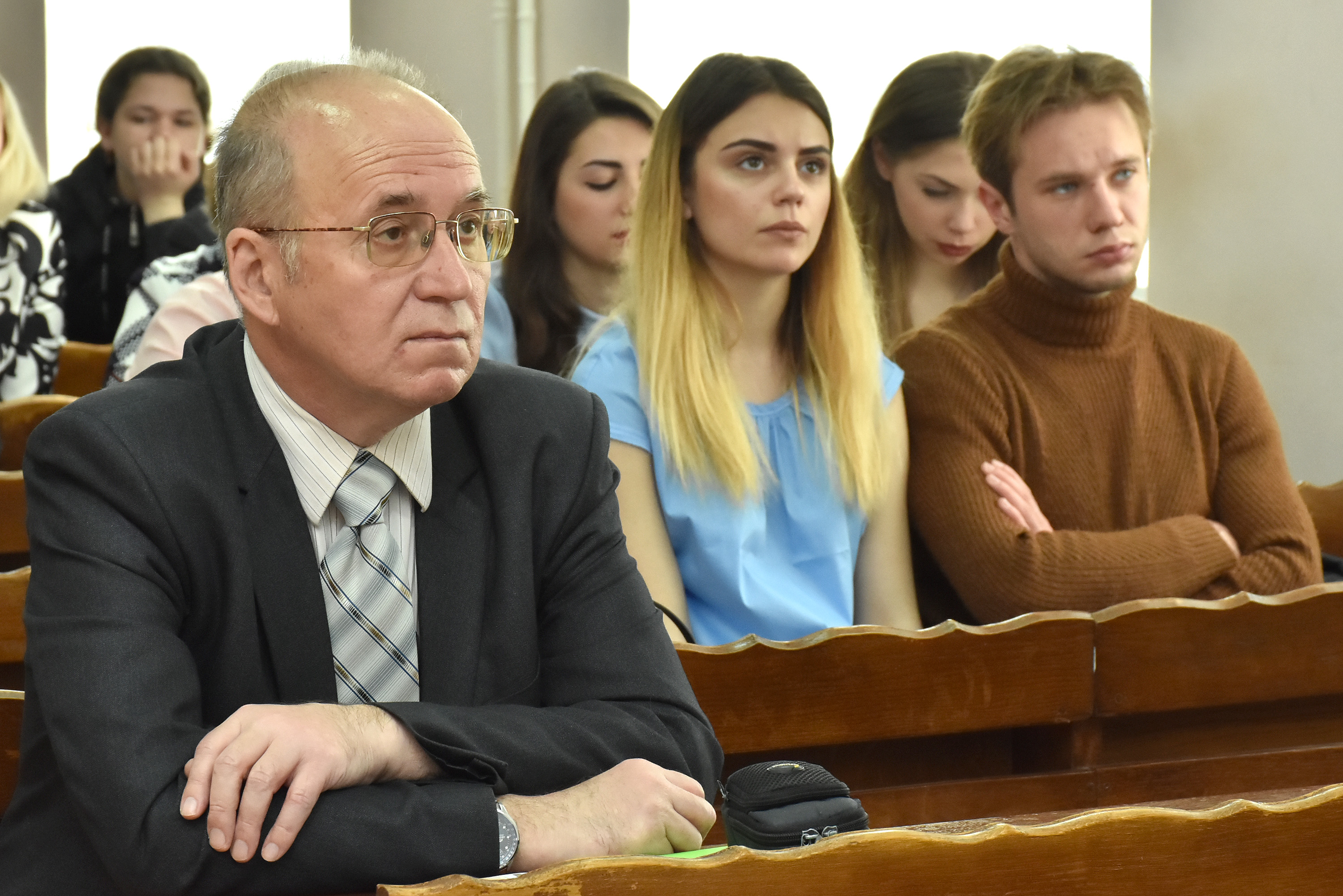
Сергій Климнюк (зліва) на науково-практичній конференції «Довкілля і здоров'я»

Сергій Іванович Климнюк народився 18 березня 1952 року в місті Бересті, Білорусь.
Закінчив Тернопільський медичний інститут (1976, нині університет). Від 1979 — у цьому ВНЗ: викладач, від 1994 — завідувач кафедри мікробіології, вірусології та імунології. Секретар вченої ради вишу (1985—1994; нині). Від 2002 — проректор із міжнародних зв'язків ТДМУ. Директор Навчально-наукового інституту медико-біологічних проблем ТДМУ (червень 2012 — вересень 2013).
Досліджує мікробну екологію шкіри і слизових оболонок, антибіотикочутливість, антагонізм бактерій, стафілококи і стафілококові інфекції.

## Доробок
Автор і співавтор понад 100 наукових праць і навчально-методичних посібників.
Має 7 авторських свідоцтв на винаходи.

## Відзнаки
- Подяка Міністерства освіти і науки України (2017)[2].